# Non è la Rai sTREnna
Non è la Rai sTREnna è la terza compilation di brani cantati nella trasmissione Non è la RAI.
La nomenclatura "sTREnna" è stata scelta perché connubio tra il numero tre del numero della compilation e la parola strenna, poiché è stata pubblicata in periodo natalizio.
Uscito nel dicembre 1993, contiene ventitré tracce, tra cui la nuova sigla del programma, Affatto deluse, una risposta a Delusa di Vasco Rossi. La sigla e I Want You I Need You sono inoltre gli unici brani inediti presenti nella compilation.
Come nelle precedenti compilation, i brani sono per la maggior parte solo interpretati dalle ragazze del programma e cantati dalle vocalist. Le ragazze che hanno potuto incidere con la propria voce un brano su questo disco sono Pamela Petrarolo, Francesca Gollini, Roberta Carrano, Alessia Gioffi, Virginia Presciutti, Eleonora Cecere e Francesca Pettinelli.

## Tracce e interpreti
1. Le ragazze di Non è la RAI - Affatto deluse (Gianni Boncompagni)
2. Angela Di Cosimo - Rock Your Baby (cantante: Beatrice Magnanensi) (Casey, Finch)
3. Virginia Presciutti - Figli delle stelle (Alan Sorrenti)
4. Shaila Risolo e Valentina Abitini - Papa-Oom-Mow-Mow (cantante: Tania Savoca e Barbara Boncompagni) (Frazier; White; Wilson; Hallis)
5. Francesca Gollini - Questo folle sentimento (Mogol, Lucio Battisti)
6. Alessia Gioffi - Proud Mary (John Fogerty)
7. Eleonora e Nicoletta Costanzo - C'est la vie (cantante: Beatrice Magnanensi e Tania Savoca) (Boncompagni; Minellono; Winter)
8. Francesca Pettinelli - The Right Thing (Mick Hucknall)
9. Laura Migliacci, Arianna Becchetti e Monia Arizzi - Be My Baby (cantante: Anna Maria Di Marco, Letizia Mongelli e Loredana Maiuri) (P.Spector; E.Greenwich; J.Barry)
10. Roberta Carrano - Ballo ballo (Boncompagni; Bracardi)
11. Emanuela Panatta - I Love to Love (cantante: Anna Maria Di Marco) (J.Robinson; J.Bolden)
12. Eleonora Cecere - I Want You I Need You (Boncompagni; Bracardi)
13. Letizia Catinari e Barbara Lelli - Mr. Big Stuff (cantante:Barbara Boncompagni e Beatrice Magnanensi) (Broussard; Williams; Washington)
14. Antonella Mosetti - E salutala per me (cantante: Stefania Del Prete) (F.Bracardi; G.Boncompagni)
15. Cristina Quaranta - Pata Pata (cantante: Anna Maria Di Marco) (Ragovy; M.Makeba)
16. Ilaria Galassi - 0303456 (cantante: Letizia Mongelli) (Boncompagni)
17. Marzia Aquilani - Oh, Pretty Woman (cantante: Loredana Maiuri) (R.Orbinson; W.Dees)
18. Ambra Angiolini - Delusa (cantante: Alessia Marinangeli) (Rossi; Ferro) .
19. Mary Patti - Io vivrò (cantante: Sabrina Lazzaretti) (Mogol; Battisti)
20. Miriana Trevisan - I Will Survive (cantante: Stefania Del Prete) (Fekaris; Perren)
21. Roberta Modigliani - Mary Jolie (cantante: Alessia Marinangeli) (Boncompagni; Bracardi)
22. Sofia Sed - T'ammazzerei (cantante: Letizia Mongelli) (Boncompagni; Amurri)
23. Pamela Petrarolo - When Something Is Wrong with My Baby (I.Hayes; D.Porter)

## Classifiche
| Classifica (1993)                     | Posizione |
| ------------------------------------- | --------- |
| Classifica degli album italiana       | 15        |
| Classifica di fine anno italiana 1993 | 79        |